# Hayward (Wisconsin)
Hayward és una població dels Estats Units a l'estat de Wisconsin. Segons el cens del 2000 tenia 2.129 habitants.

## Demografia
Segons el cens del 2000, Hayward tenia 2.129 habitants, 960 habitatges, i 529 famílies. La densitat de població era de 276,8 habitants per km².
Dels 960 habitatges en un 26,8% hi vivien nens de menys de 18 anys, en un 38,2% hi vivien parelles casades, en un 13,9% dones solteres, i en un 44,8% no eren unitats familiars. En el 39,8% dels habitatges hi vivien persones soles el 19,1% de les quals corresponia a persones de 65 anys o més que vivien soles. El nombre mitjà de persones vivint en cada habitatge era de 2,09 i el nombre mitjà de persones que vivien en cada família era de 2,78.
Per edats la població es repartia de la següent manera: un 22,6% tenia menys de 18 anys, un 8,7% entre 18 i 24, un 25,5% entre 25 i 44, un 20,9% de 45 a 60 i un 22,4% 65 anys o més.
L'edat mediana era de 40 anys. Per cada 100 dones de 18 o més anys hi havia 81,9 homes.
La renda mediana per habitatge era de 28.421 $ i la renda mediana per família de 36.287 $. Els homes tenien una renda mediana de 30.174 $ mentre que les dones 20.769 $. La renda per capita de la població era de 16.658 $. Aproximadament el 10,6% de les famílies i el 14,5% de la població estaven per davall del llindar de pobresa.

## Poblacions més properes
El següent diagrama mostra les poblacions més properes.